# Drepanosticta actaeon
Drepanosticta actaeon – gatunek ważki z rodziny Platystictidae.